# Primo !
Primo ! ou Primo ! Priorité Monaco est un parti politique monégasque fondé en septembre 2017. Il remporte les élections au Conseil national, le parlement de la principauté, en février 2018 avec près de 58 % des suffrages. Le parti est dirigé par Stéphane Valeri, ancien ministre monégasque des Affaires sociales et de la Santé et ancien président du Conseil national.

## Histoire
Stéphane Valeri, ministre des Affaires sociales et de la Santé du gouvernement monégasque, démissionne de son poste le 31 mai 2017, démission qu'il annonce officiellement dès le 24. Le 19 septembre suivant, il fonde un nouveau parti politique, nommé « Primo ! Priorité Monaco » dont il prend la tête en vue des élections de nationales de 2018.
Le 11 février 2018, son parti obtient 58 % des suffrages lors de ces élections, obtenant ainsi 21 des 24 sièges du Conseil national,.

## Élections nationales
| Année | %     | Sièges  |
| ----- | ----- | ------- |
| 2018  | 57,71 | 21 / 24 |